# 新薩夫羅尼夫卡
47°32′45″N 31°48′19″E / 47.54583°N 31.80528°E
新薩夫羅尼夫卡（烏克蘭語：Новосафронівка），是烏克蘭南部尼古拉耶夫州尼古拉耶夫区新敖德萨市镇的村庄。處於赫尼利葉拉涅茨河畔，始建於1796年，面積0.6平方公里，2001年人口499。